# القابضة للري والصرف
الشركة القابضة للري والصرف هي شركة قابضة حكومية مصرية، مملوكة لوزارة الموارد المائية والري، أنشأت بقرار رئيس مجلس الوزراء رقم 1562 لسنة 2015، تعمل في مجال تنفيذ وإدارة ومتابعة مشروعات الري والصرف الزراعي داخل مصر، انتقلت إليها تبعية شركات الري والتكريك الثلاثة التي كانت تتبع الشركة القابضة للتشييد والتعمير.

## الشركات التابعة
يتبع الشركة القابضة للري والصرف ثلاثة شركات تابعة هي:
- شركة الكراكات المصرية.
- شركة الري للأشغال العامة.
- الشركة المصرية للري والصرف والإنشاءات المدنية.

## وصلات خارجية
- الصفحة الرسمية للشركة على موقع فيس بوك.